# 塔巴河畔富科库尔
塔巴河畔富科库尔（法語：Foucaucourt-sur-Thabas）是法国默兹省的一个市镇，位于该省西部偏北，属于巴勒迪克区。该市镇总面积9.92平方公里，2009年时的人口为57人。

## 交通
默兹省省道D20线和D122线在镇中心交汇，省道D165线经过境内西北侧。
法国高速铁路东线经过境内南部但未设站。

## 人口
塔巴河畔富科库尔人口变化图示